# Ceresa bubalus
Ceresa bubalus är en insektsart som beskrevs av Fabricius. Ceresa bubalus ingår i släktet Ceresa och familjen hornstritar. Inga underarter finns listade i Catalogue of Life.